# Felsinschriften von Karadağ
Koordinaten: 37° 23′ 57″ N, 33° 8′ 51″ O

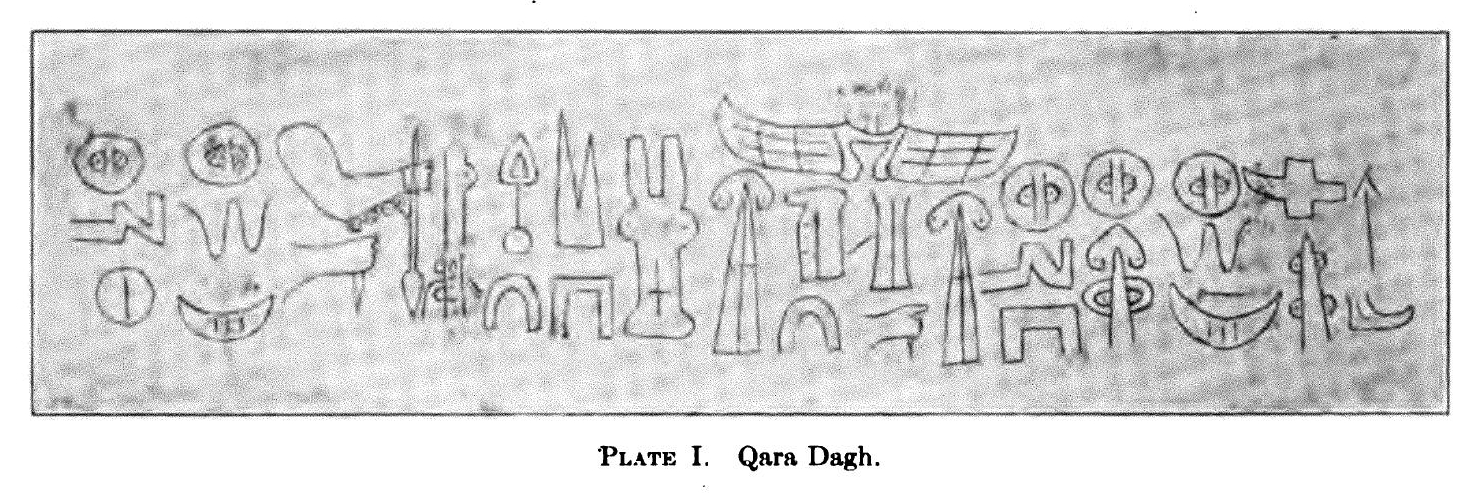
Umschrift der Inschrift Karadağ 1 von Benson Brush Charles, Cornell-Expedition, 1911

Die Felsinschriften von Karadağ sind zwei Inschriften in luwischen Hieroglyphen aus der Zeit der späthethitischen Kleinstaaten auf einem Gipfel des Vulkanmassivs Karadağ in der Südtürkei.

## Lage
Die beiden Inschriften liegen auf der höchsten Erhebung des Karadağ-Massivs, dem Mahalıç (auch Mihalıç) Tepesi, im Südosten des Kraters auf einer Höhe von 2267 Metern über dem Meeresspiegel. Der Vulkan liegt nördlich der Stadt Karaman im zentralen Bezirk der gleichnamigen türkischen Provinz. Sie sind beidseitig in einem Felskorridor angebracht. Heute liegt das Monument, ebenso wie die naheliegenden byzantinischen Ruinen, auf militärischem Sperrgebiet und ist nicht mehr zugänglich.

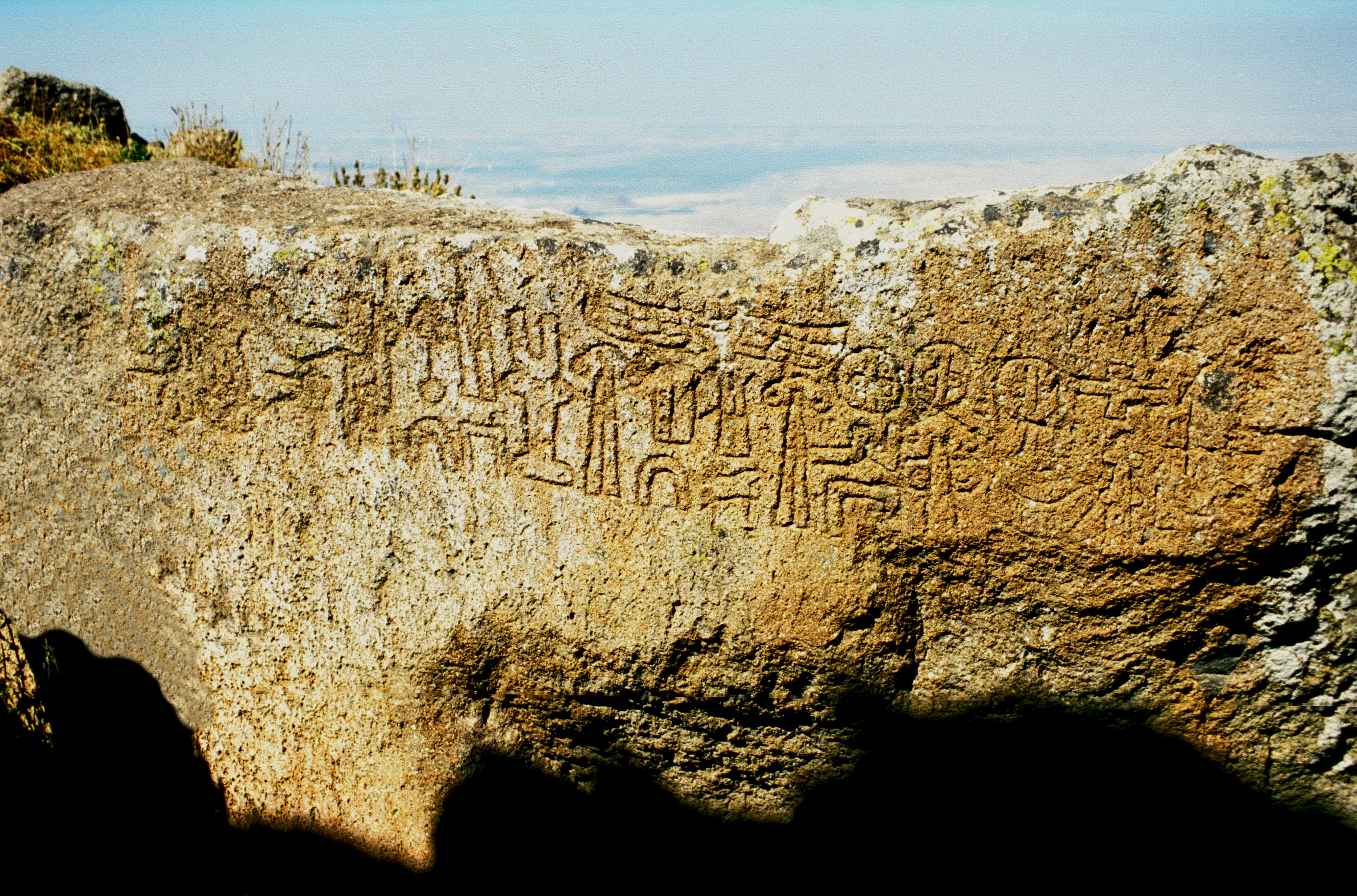
Hethitische Inschrift auf dem Mahalıç Tepesi, dem 2288 m hohen Gipfel des Karadağ bei Karaman.

Im Süden der heutigen Türkei lag zur Zeit des hethitischen Großreichs die zeitweise zum Reich gehörende Region Tarḫuntašša, deren Herrscher sich als Großkönige bezeichneten. Etwa auf dem Gebiet von Tarḫuntašša entstand nach dem Zusammenbruch des Großreichs – möglicherweise schon im 12. Jahrhundert v. Chr. – das neo-hethitische Königreich Tabal, dessen Herrscher Hartapu war, der sich ebenfalls als Großkönig titulierte. Ihm werden die Felsreliefs beziehungsweise -inschriften von Burunkaya, Karadağ und Kızıldağ zugerechnet. Das Relief am Kızıldağ liegt in Sichtweite der hier besprochenen Inschrift.

## Forschungsgeschichte

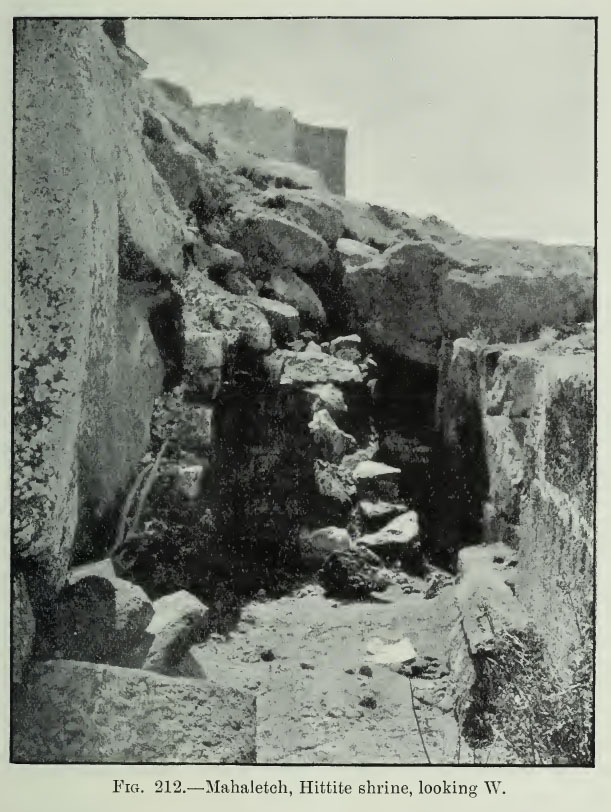
Photographie des Felskorridors von Westen von Gertrude Bell, 1907

Die Inschriften wurden erstmals 1907 von Gertrude Bell und William Mitchell Ramsay nach ihrer gemeinsamen Kleinasienreise zusammen mit den byzantinischen Kirchenruinen beschrieben. Ebenfalls 1907 besuchte die Cornell-Expedition nach Kleinasien und in den assyro-babylonischen Orient (der Cornell University) den Ort und fertigte erneute Photographien sowie Abklatsche der Texte an. 1939 war der deutsche Hethitologe Hans Gustav Güterbock am Karadağ, 1972 sein türkischer Kollege Sedat Alp, der als erster die Inschriften publizierte. 1988 beschrieb Eberhard Rossner die Inschriften. 1989 erforschten die Hethitologen Hatice Gonnet und John David Hawkins die Inschriften, letzterer nahm sie in sein Corpus of Hieroglyphic Luwian Inscriptions auf. Im späten 20. Jahrhundert besuchte schließlich Horst Ehringhaus den Karadağ und beschrieb die Monumente in seinem Sammelband der hethitischen Felsreliefs in der Türkei.

## Beschreibung
Nördlich der byzantinischen Kirche liegt, nahe am Rand des Kraters, ein Felskorridor, der zu einer Kultstätte führte, die später durch die byzantinischen Gebäude überbaut wurde. An seinen beiden Seiten sind gegenüberliegend die beiden Inschriften angebracht. Die linke, längere, wird als Karadağ 1 bezeichnet, auf der rechten Seite findet sich die Inschrift Karadağ 2. Letztere besteht nur aus dem Namen des Königs Hartapu und seiner Titulatur. Von Karadağ 1 ist nur die erste Zeile lesbar erhalten. Sie beginnt rechts und ist zwei Meter lang und etwa 30 bis 35 Zentimeter hoch. Sie lautet:
An diesem Ort hat die Majestät, Hartapu, Großkönig, (dem) Tarḫunza des Himmels, dem Großen Berg (und) allen Göttern Verehrung erwiesen. (Er), der alle Länder eroberte, hat Tarḫunza des Himmels und (allen) Göttern…
Am linken Ende sind unterhalb der Schrift schlecht erkennbare Reste von weiteren Schriftzeichen zu sehen, die vermutlich den Beginn einer weiterführenden, rechtsläufigen Zeile darstellen. Bei dem erwähnten Berg handelt es sich sicherlich um den Karadağ beziehungsweise den Mihalıç Tepesi, der demnach Sitz eines Heiligtums war, das den erwähnten Göttern gewidmet war. Über die Oberkante der Inschrift besteht direkte Sicht auf den nördlich des Karadağ in der Ebene liegenden Kegel des Kızıldağ, auf dem sich ein ebenfalls Hartapu zugehöriges Felsrelief befindet.
Die Datierung der Inschrift ist unsicher. Die Regierungszeit Hartapus ist nicht bekannt, er bezeichnet sich als Großkönig, sieht sich also in direkter Nachfolge der Herrscher des hethitischen Großreichs. In der Kızıldağ-Inschrift wird er als Sohn des Mursilis genannt. Sollte dies, wie angenommen wird, Muršili III. sein, wäre Hartapu ins frühe 12. Jahrhundert v. Chr. zu datieren. Andererseits wird das Königreich Tabal, als dessen Herrscher er gilt, erst im 9. Jahrhundert v. Chr. erstmals erwähnt. Weiterhin weist das Relief des Königs auf dem Kızıldağ ziemlich deutlich assyrischen Einfluss auf, wonach eine spätere Einordnung anzunehmen wäre. Dagegen sieht Hawkins in den Schriftzeichen rein archaische Merkmale und keine Anteile von neuerer Schrifttradition, was wiederum auf eine frühere Datierung deuten würde. Seit der Entdeckung der Stele von Türkmen-Karahöyük, einer weiteren Inschrift Hartapus, wird dieser ins 8. Jahrhundert v. Chr. datiert.

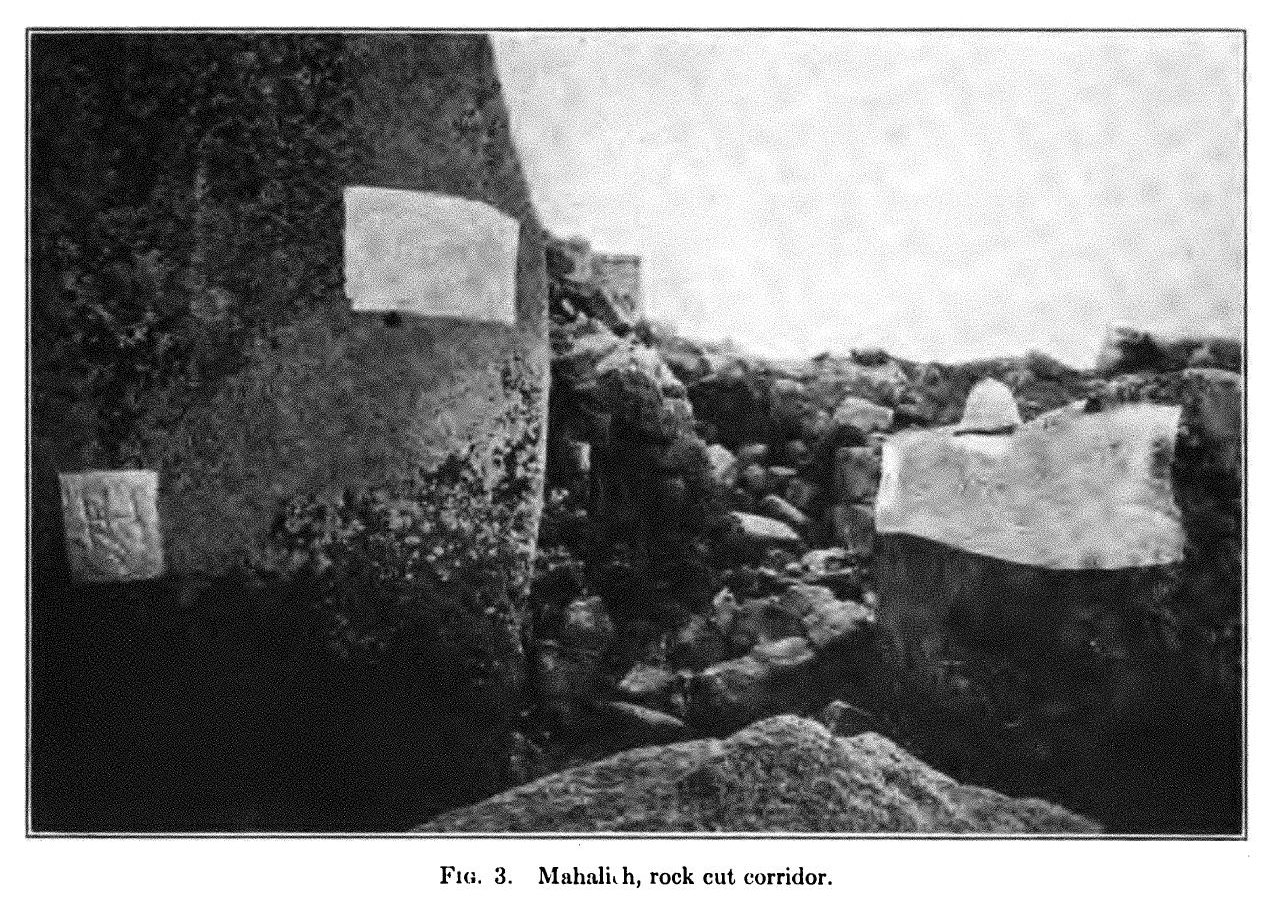
Felskorridor mit Abklatschpapier auf den Inschriften, Photo der Cornell-Expedition 1907
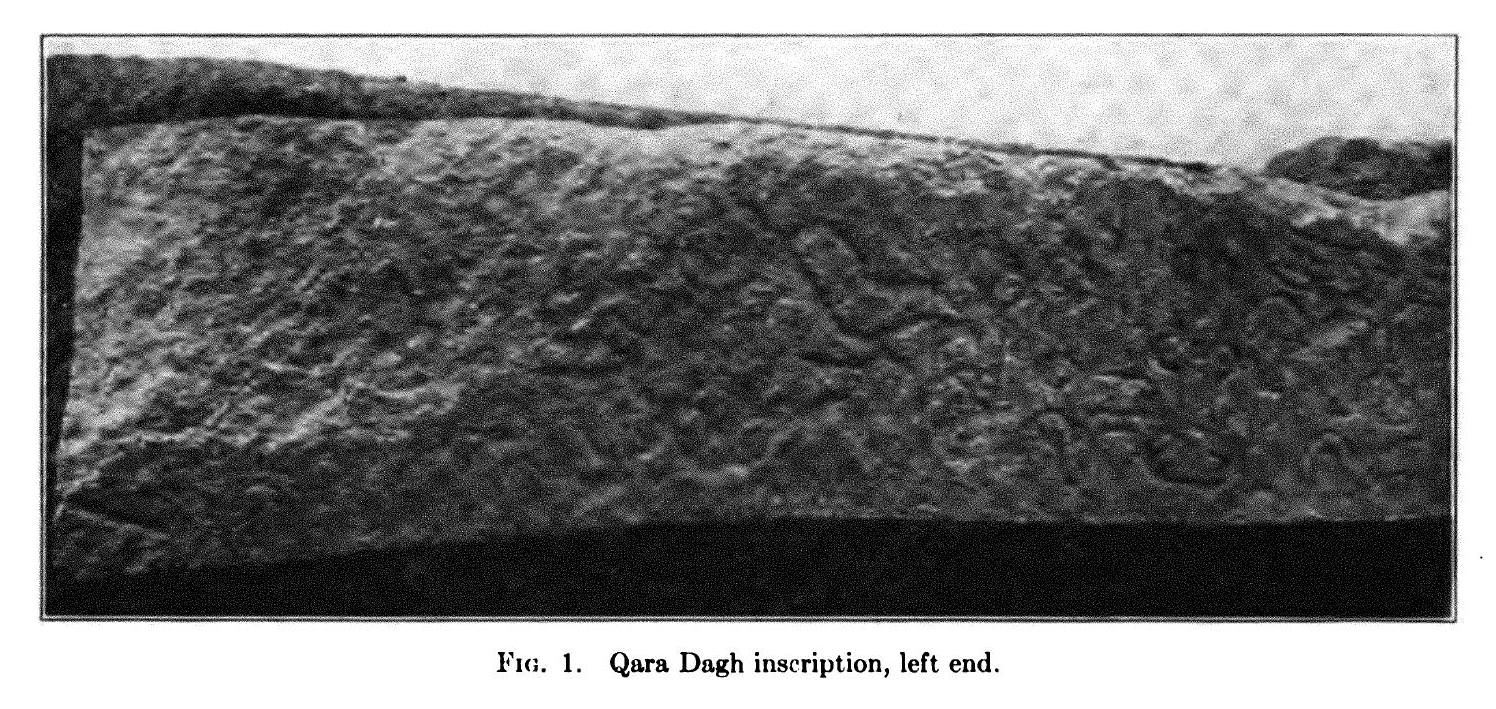
Karadağ 1, linke Hälfte, Cornell-Expedition
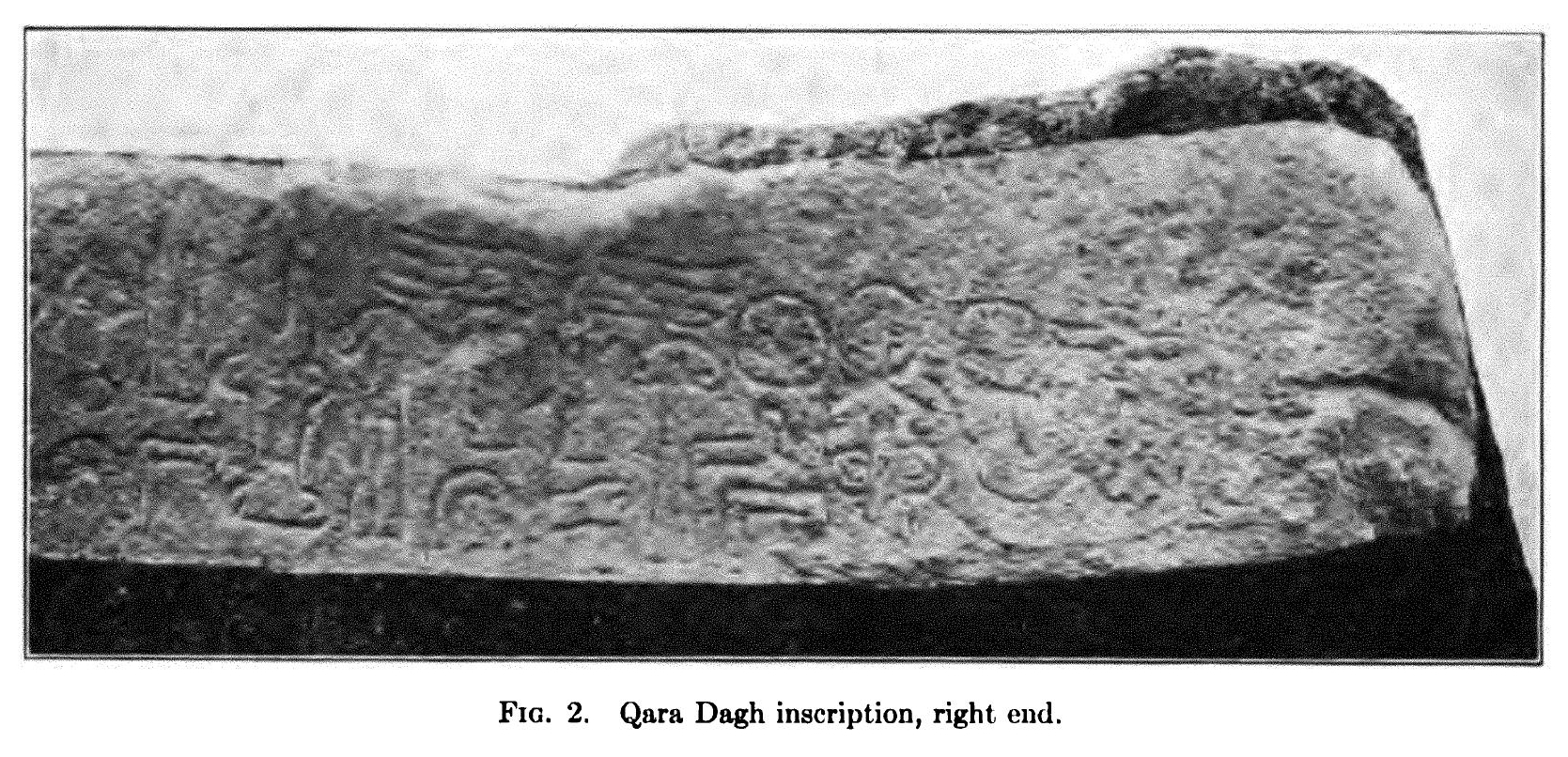
Karadağ 1, rechte Hälfte, Cornell-Expedition